# Inch Island
Inch Island (en irlandais : An Inse) est une petite île du Lough Swilly dans le comté de Donegal en Irlande.

## Géographie

### Townlands
- Moress